# Loredana Boboc
Loredana Boboc (* 12. Mai 1984 in Bukarest, Sozialistische Republik Rumänien) ist eine ehemalige rumänische Kunstturnerin.
Sie begann 1990 mit dem Turnen und wurde 1997 zum ersten Mal in die Nationalmannschaft berufen. Wegen einer Verletzung hatte sie ihren ersten internationalen Start aber erst 1998. Bei den Weltmeisterschaften 1999 gewann Boboc mit der rumänischen Mannschaft die Goldmedaille.
Bei den Turn-Europameisterschaften 2000 erreichte Boboc mit dem Team den Bronzerang. Danach nahm sie erfolgreich an den Olympischen Spielen in Sydney teil, wo sie mit der rumänischen Mannschaft Olympiasiegerin wurde.
2001 wurde Boboc bei den Weltmeisterschaften mit dem Team noch einmal Weltmeisterin. Danach beendete sie verletzungsbedingt ihre Karriere. Sie besuchte die Nationaluniversität für Leibeserziehung und Sport in Bukarest und wurde Trainerin.